# Cylindrepomus peregrinus
Cylindrepomus peregrinus là một loài bọ cánh cứng trong họ Cerambycidae.